# Sabahattin Ali

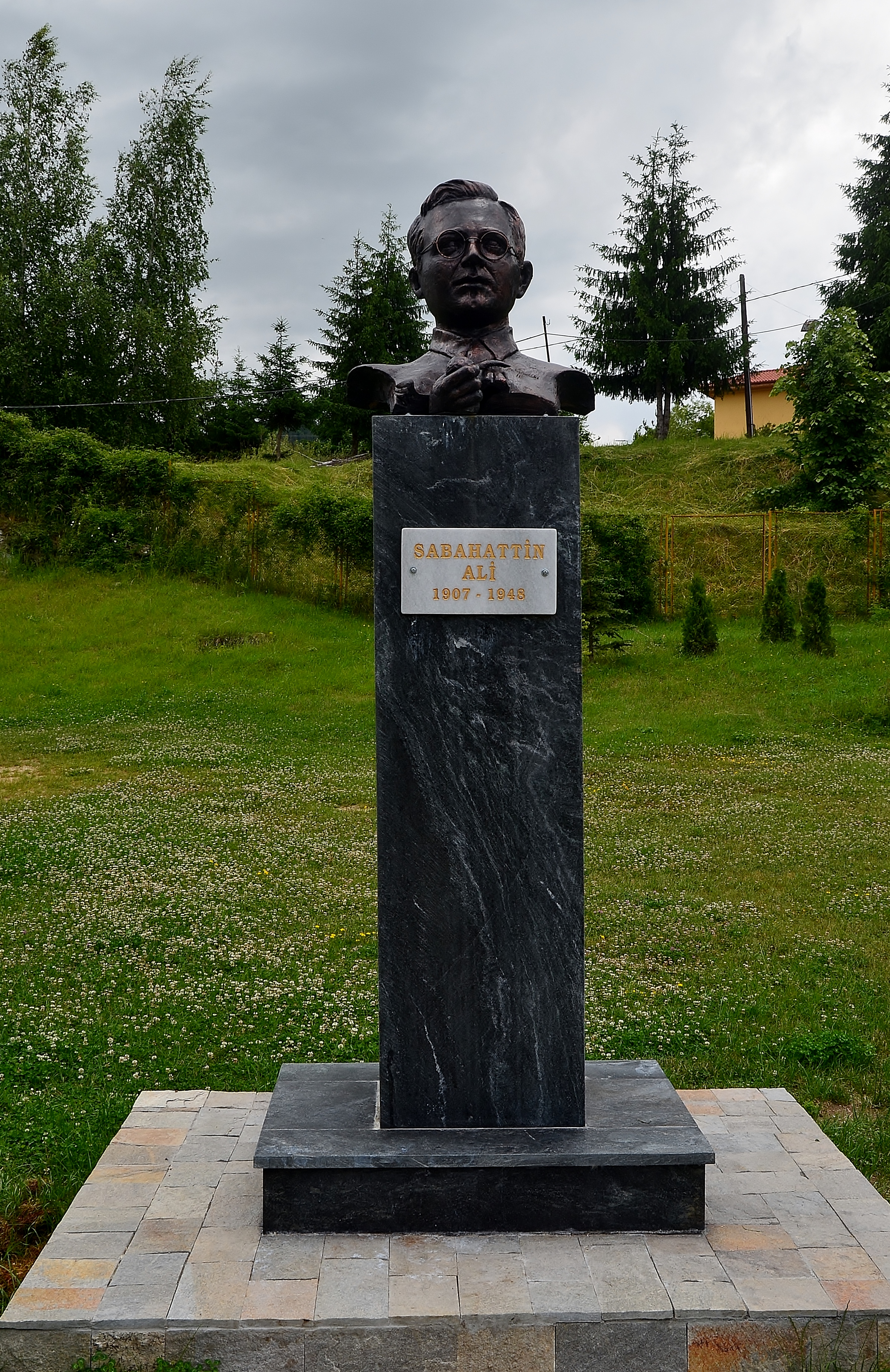
Büste des Sabahattin Ali, Ardino

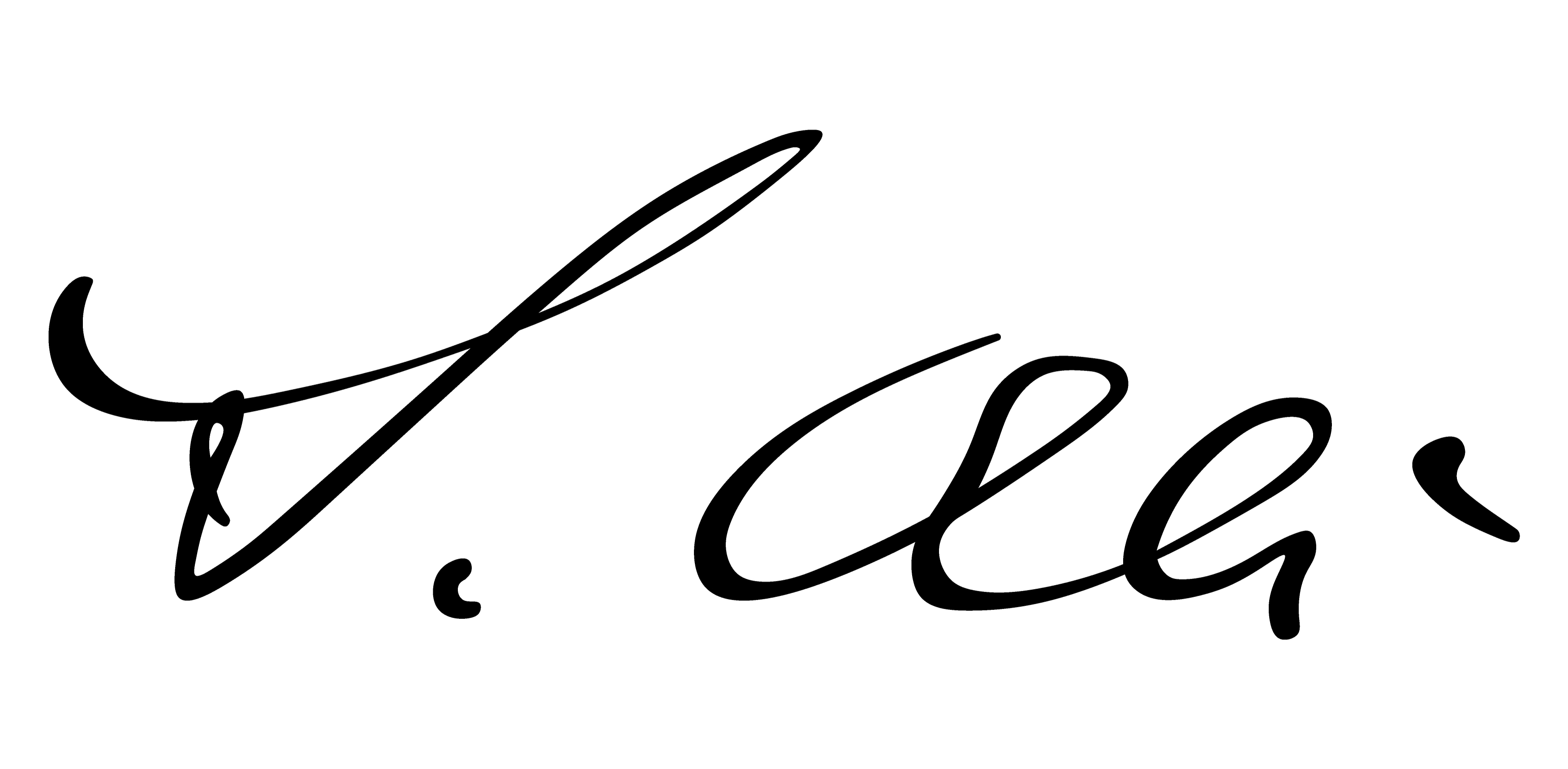
Unterschrift von Sabahattin Ali

Sabahattin Ali (geb. 25. Februar 1907 in Eğridere im Osmanischen Reich, heute Ardino, Bulgarien; † 2. April 1948 in Kırklareli, Türkei) war ein sozialistischer türkischer Schriftsteller und Lehrer.

## Familie
Die Familie von Sabahattin Ali stammt aus der Schwarzmeerregion. Sein Großvater, genannt Salih Efendi, stammte aus Of und war Zahlmeister in der osmanischen Marine (Bahriye Alayemini). Einige Quellen schreiben fälschlicherweise, dass der Großvater der Hauptmann Mehmet Ali Bey war. In einer Reportage mit Aliye Ali und Ramazan Korkmaz sagt Sabahattin Ali, dass seine Ehefrau aus der Schwarzmeerregion stamme und sein Großvater von dort erst später nach Istanbul gezogen sei. Der Vater des Schriftstellers, Ali Selahattin Bey (1876–1926), wuchs im Istanbuler Stadtteil Cihangir (Stadtbezirk Beyoğlu) auf und wurde daher auch Cihangirli Selahattin genannt. Er war Hauptmann der Infanterie (Piyade yüzbaşı).
Ali Selahattin Bey (1876–1926) lernte in Eğridere als osmanischer Offizier die sechzehn Jahre jüngere Hüsniye Hanım, Tochter des aus Bandırma stammenden Leutnants Mehmet Ali, kennen und heiratete sie. Das Ehepaar hatte zwei Söhne, Sabahattin (geboren 1907) und Fikret (geboren 1911). Während des Ersten Weltkrieges wurde Ali Selahattin Bey nach Çanakkale als außerordentlicher Vorsitzender des Kriegsgerichts versetzt, wo er mit seiner Frau und den Kindern die nächsten vier Jahre blieb. Sabahattin Ali schrieb hin und wieder in seinen Briefen und Schriften von den Jahren, die er in Çanakkale verbracht hatte. Später zog die Familie nach Izmir, wo Ali Selahattin Bey mit seinem gesparten Geld in der Unterhaltungsbranche tätig werden wollte. Die zunächst laufenden Geschäfte wurden jäh durch die Besetzung von Izmir unterbrochen. Die Familie zog nach Edremit um und wohnte dort bei Hüsniyes Vater, wo die Tochter Süheyla geboren wurde (Saniye Süheyla Conkman, 1920 oder 1922–2017). Süheyla wurde in der Familie "Süha" genannt.

## Leben

### Die ersten Jahre
Sabahattin Ali wurde am 25. Februar 1907 im ostrhodopischen Bezirk Eğridere des Sandschak Gümülcine im Vilâyet Edirne geboren. Sein Vater, Ali Selahattin Bey, benannte seine Kinder Sabahattin und Fikret nach den osmanischen Intellektuellen jener Zeit, Tevfik Fikret und Prinz Sabahaddin, mit denen er befreundet war.
Mt sieben Jahren kam Sabahattin Ali auf die Füyûzâtı Osmâniye-Schule in Doğancılar, Istanbul. Im gleichen Zeitraum wurde Ali Selahattin Bey nach Çanakkale berufen und die Familie zog dorthin. Schon bald musste Sabahattin Ali den Schulbesuch abbrechen, da es keine Lehrer mehr gab, die unterrichten konnten. Sabahattin Ali besuchte dann die Grundschule (İptidai mektep) in den jeweiligen Wohnorten der Familie, Çanakkale und später Edremit.
Sabahattin Alis Mutter Hüsniye Hanim hatte im Alter von 16 Jahren geheiratet. Die Ehe war nicht zuletzt auch deswegen belastet, weil der Vater fortschrittlichen und liberalen Gedanken anhing, die Mutter aber aus einer konservativen und streng religiösen Familie stammte und wegen psychischer Probleme mehrmals einen Suizid versucht. Laut Ali Demirel, einem alten Freund von Sabahattin Ali, war sie Cholerikerin und kümmerte sich mehr um den Bruder Fikret. Sabahattin Ali sei in dieser Zeit ein Einzelgänger gewesen und habe nicht mit anderen Kindern gespielt. Lieber habe er zuhause gezeichnet oder Bücher gelesen. Er war jedoch einer der erfolgreichsten Schüler seiner Klasse. Der Freund seines Vaters Mehmet Sah Bey schenkte dem Kind viel Aufmerksamkeit und motivierte es, viel zu lesen.

### Studium
Nach dem Schulabschluss im Jahr 1921 kam Sabahattin für ein Jahr zu seinem Onkel nach Istanbul. Nach seiner Rückkehr nach Balıkesir schrieb er sich bei der sogenannten „Balikesir Muallim Mektebi“ ein, einem Institut für die Ausbildung von Lehrern.
Im zweiten Ausbildungsjahr begann er, Gedichte und Geschichten zu schreiben und sandte einige dieser Texte an Zeitungen und Zeitschriften. Er brachte mit seinen Freunden auch eine Schulzeitung heraus. Während seiner Zeit an dieser Schule begann er ein Tagebuch zu führen und beschäftigte sich weiter mit Theater und Kino. Dadurch nahm sein Interesse an Kunst zu. Er ertrug die Disziplin der Schule nicht und besuchte immer wieder während der Schulzeit Theater- oder Kinovorstellungen. Als der Schulleiter ihm deswegen drohte, ihn zu seiner Familie zurückzuschicken, unternahm er einen Suizidversuch, den er selbst als Bluff bezeichnete. Der Versuch wurde von einem Freund und seinen Lehrern verhindert. 1926 wechselte er für das letzte Ausbildungsjahr an die Lehrerschule in Istanbul und begann, erste Gedichte zu veröffentlichen. Mit Förderung seines Literaturlehrers Ali Canip Yöntem sandte er einige Gedichte an Zeitschriften wie Caglayan und Akbaba. Er erhielt sein Lehrdiplom am 21. August 1927. Während dieser Zeit verschlechterte sich der Gesundheitszustand seiner Mutter.

### Die Zeit als Lehrer
Nach seinem Abschluss besuchte Sabahattin Ali seinen Onkel Rıfat Ali, der damals in Ertüzün im Krankenhaus als stellvertretender Chefarzt arbeitete. Als Rıfat Ali vom Krankenhaus in Yozgat ein Stellenangebot bekam, wollte er Sabahattin Ali mitnehmen. In Absprache mit Cevat Dursunoğlu verschaffte er seinem Neffen in Yozgat eine Stelle als Grundschullehrer. Später zog die ganze Familie nach Yozgat. Hier konnte er viele neue Kontakte knüpfen, doch hatte er Schwierigkeiten, Leute zu finden, die seine Schriften und Gedichte lesen und verstehen konnten. In einem Brief vom 24. November 1927 an Nahit, eine enge Freundin von Sabahattin Ali in Istanbul, klagte er über seine Einsamkeit. Nahit ist einer der Menschen, die Sabahattin Ali während seines Referendariats getroffen und geliebt hat. Es fing mit einer Freundschaft an und endete mit einer unerwiderten Liebe. Das Hauptthema seiner Gedichte, die er in Yozgat schrieb, war die Liebe seines Lebens: Nahit. Das Gedicht „Bir Macera“ (dt. ein Abenteuer), das in der „Servet-i Fünûn“ veröffentlicht wurde, war Nahit gewidmet. Der Autor schrieb über seine einseitige Liebe in seinen Gedichten „Was haben wir gewonnen“ (1927), „Ihre Liebe in meinem Herzen“ (1927), „Für immer“ (1928), „Liege und schlafe“ (1928), „An alle Menschen“ (1928), „Ausbruch“ (1928) und „Branden“ (1928).

### Das Leben in Deutschland
Nach einem Jahr in Yozgat wollte der Autor nach Istanbul zurückkehren. Auch sein Onkel Rıfat Ali   verließ Yozgat und eröffnete ein privates Krankenhaus in Ankara. Auf dem Weg nach Istanbul traf Sabahattin Ali einige Leute des Bildungsministeriums, die ihn ermutigten, nach Europa zu gehen. Tatsächlich wurde er von der Türkischen Republik im November 1928 zur Fortbildung nach Deutschland geschickt.
Sabahattin Ali blieb fünfzehn Tage in Berlin und ließ sich dann in Potsdam nieder. Um die Sprache zu erlernen, lebte er bei einer alten Dame als Untermieter. Später besuchte er Deutschkurse. Außerdem wurde er von einem ehemaligen Offizier, der sich während des Ersten Weltkrieges in der Türkei aufhielt und ein wenig Türkisch sprach, im Deutschen unterrichtet.
Während seines Aufenthalts in Potsdam vermisste er Istanbul und seine unerwiderte Liebe. Am 1. Januar 1929 sandte er Nahit seine Gedichte als Weihnachtsgeschenk, erhielt jedoch keine Antwort. Nach seinem Sprachkurs in Potsdam wechselte er in ein Berliner Internat. Obwohl die Entsendung ursprünglich auf vier Jahre angelegt war, kehrte er schon nach zwei Jahren (1930) in die Türkei zurück. Über die Gründe der vorzeitigen Rückkehr gibt es nur Vermutungen.

### Das Leben als Lehrer und Ermittlungen
Nach seiner Rückkehr blieb er bei Freunden in einem Internat in Istanbul. Später arbeitete er als Grundschullehrer in Orhaneli, Bursa. Im September desselben Jahres legte er eine Deutschprüfung ab und begann an der Mittelschule Deutsch zu unterrichten. Jedoch wurde er wegen „kommunistischer Propaganda“ angezeigt. Im Mai 1931 wurde er verhaftet, zwei Tage später ordnete das Gericht seine Freilassung an. Die Ermittlungen wurden danach fortgesetzt, und Sabahattin Ali kam bis zum 9. September 1931 in Untersuchungshaft im Aydın-Gefängnis. 21 Tage nach seiner Freilassung wurde er Deutschlehrer an der Mittelschule in Konya.
Eine weitere Verhaftung erfolgte am 22. Dezember 1932 wegen eines Gedichts, das er bei einem Treffen vorlas. Das Gedicht enthielt Angriffe gegen Mustafa Kemal Atatürk und Ismet Inönü. Das Strafgericht in Konya verurteilte ihn wegen Beleidigung Atatürks zu einem Jahr Haft. Später wurde die Haftstrafe auf vierzehn Monate angehoben. Am 29. April 1933 wurde sein Diplom annulliert. Freunde berichteten, er habe im Sinop-Gefängnis nachts ständig gelesen und tagsüber auf eine Truhe geschrieben.

### Wiederberufung
Nach seiner Freilassung besuchte Sabahattin Ali seine Verwandten in Istanbul und ging nach Ankara, um wieder eingestellt zu werden. Er kontaktierte den Generaldirektor der Sekundarstufe, Reşat Şemseddin Sirer, und den stellvertretenden Unterstaatssekretär, Rıdvan Nafiz Edgüer. Diese wollten jedoch wegen seiner Kritik an Atatürk keine Verantwortung für seine Wiedereinstellung übernehmen.
Während Sabahattin Ali versuchte, die Wiederzulassung zum Lehrberuf zu erlangen, arbeitete er im Haus seines Onkels Rıfat Ali  und machte kleine Übersetzungen. 1934 wurde er gebeten, ein Gedicht über Atatürk zu schreiben. Dieses Opus vom 13. Januar 1934 mit dem Titel „Benim Aşkım“ (Meine Liebe), das in der Zeitschrift Varlık veröffentlicht wurde, trug schließlich dazu bei, dass Sabahattin Ali mit der Genehmigung Atatürks zuerst kurzfristig in die Direktion der Abteilungen der Mittelschulen (Mai 1934) und dann langfristig in das Nationale Bildungs- und Ausbildungszentrum berufen wurde.

### Hochzeit und Namensänderung
Sabahattin Alis ehemalige Angebetete Nahit hatte geheiratet, und seine Freundin Ayşe hatte seinen Heiratsantrag abgelehnt, da sie dachte, es sei ein Scherz. 1932 traf er eine junge Frau namens Aliye im Haus des Apothekers Salih Başotaç in Istanbul und wollte sie heiraten. Auf die Eheschließung hatte die Familie Başotaç einen sehr großen Einfluss. Die Familie von Aliye sah anfangs die Verbindung wegen der Gefängnisaufenthalte Alis kritisch, später konnte Aliye sie jedoch überreden. Die standesamtliche Hochzeit fand am 16. Mai 1935 in Kadıköy statt. Sabahattin Ali und seine Frau zogen nach der Hochzeit nach Ankara. Ali gab Deutschunterricht in einer weiterführenden Schule. In dieser Zeit ging es der Familie finanziell gut, Ali konnte wieder einige Werke veröffentlichen.
Die Familie von Sabahattin Ali nahm nach dem Familiennamensgesetz den Nachnamen "Şenyuva" an. Aber der Autor wollte den Vornamen seines Vaters "Ali" verwenden. Um dies zu verwirklichen, ging er zur Verwaltung, jedoch wurde der Name „Ali“ als Nachname abgewiesen. So entschied er sich für „Alı“. Der Literaturhistoriker Ramazan Korkmaz meint, die Familie habe den Nachnamen "Şenyuva" (glückliche Familie) wegen ihrer Probleme unpassend gefunden.

### Das Leben nach dem Wehrdienst
Mit 30 trat er Sabahattin Ali den Wehrdienst an. Er wurde 2 Monate lang zum einfachen Soldaten und 6 Monate zum stellvertretenden Offizier ausgebildet. Er nahm seine Frau Aliye an seine jeweiligen Standorte mit. Während seines Militärdienstes in Istanbul 1937 wurde seine Tochter Filiz Ali geboren. Nach dem Ende des Wehrdienstes zog er wieder nach Ankara und konnte als Türkischlehrer arbeiten. Während dieser Zeit in Ankara knüpfte er Kontakte mit diversen Literaten, darunter Sabahattin Eyüboğlu, Azra Erhat, Mediha (Berkes) Esenel und Niyazi Ağırnaslı. Daneben arbeitete er an seinen literarischen Werken und veröffentlichte 1939 den Roman „Der Dämon in uns“. Das Werk wurde Thema politischer Debatten. Der nationalistisch-rassistische Schriftsteller Nihâl Atsız veröffentlichte ein 16-seitiges Pamphlet mit dem Titel „İcimizdeki Şeytanlar“ (Die Dämonen in uns). 1944 verklagte Sabahattin Ali Nihâl Atsız wegen Beleidigung. (Danach wurden in einem Strafverfahren Nihâl Atsız und andere 1945 zu zehn Jahren Haft verurteilt, aber nach anderthalb Jahren in einem Berufungsverfahren freigesprochen.) Vor dem Zweiten Weltkrieg leistete Sabahattin vier Monate lang seinen zweiten Wehrdienst in Istanbul ab. Er schrieb währenddessen „Kürk Mantolu Madonna“ (Die Madonna im Pelzmantel). Er war ferner zusammen mit Aziz Nesin Herausgeber einer populären Wochenschrift mit dem Titel "Marko Paşa". Er kam wieder in Haft und 1944 frei, danach hatte er finanzielle Schwierigkeiten.

## Flucht und Tod
1948 beschloss Sabahattin Ali nach Edirne zu reisen. Jedoch war sein Plan, nicht dort zu bleiben, so wie er es jedem gesagt hatte, sondern über Edirne nach Bulgarien zu fliehen, um einer politisch motivierten Verhaftung zuvorzukommen. Da ihm kein Reisepass ausgestellt wurde, versuchte er ihn auf illegalem Weg zu erhalten. Ein Friseur namens Hasan, ein alter Freund aus dem Gefängnis, sollte ihm bei der Flucht nach Europa helfen. Er stellte Sabahattin Ali einem ehemaligen Offizier namens Ali Ertekin vor. Ertekin war wegen eines Waffendiebstahls suspendiert worden. Vermutlich am 1. oder 2. April 1948 (nach der Aussage des Täters) wurde Sabahattin Ali nahe der bulgarischen Grenze ermordet. Seine Leiche wurde am 16. Juni 1948 von einem Hirten in der Nähe des Dorfes Sazara gefunden. Hier befindet sich heute ein Gedenkstein. 
Der mutmaßliche Täter Ali Ertekin wurde im Zuge von Ermittlungen der Istanbuler Polizei gegen eine Schleuserbande kurz darauf verhaftet und am 12. Januar 1949 der Öffentlichkeit als Täter präsentiert. Dieser habe den Dichter aus nationalen Gefühlen getötet. Nach der fragwürdigen und blumigen Aussage des Täters seien sie auf einem Lastwagen nach Kırklareli gefahren, um weiter nach Edirne zu kommen. Sabahattin hätte auf eine kommunistische Revolution in der Türkei hingearbeitet und Ertekin provoziert, bis dieser ihn mit einem Stock zu Tode geprügelt hätte. Eine andere Hypothese besagt, Ertekin habe ihn dem türkischen Geheimdienst ausgeliefert und Sabahattin sei an den Folterungen während eines Verhörs gestorben. Der Prozess gegen Ertekin begann am 30. April 1949 vor dem Kriminalgericht (Ağır Ceza Mahkemesi) in Kırklareli. Mit Urteil vom 15. Oktober 1950 wurde der Täter zu 4 Jahren Freiheitsstrafe verurteilt, konnte aber von dem im gleichen Jahr beschlossenen Amnestiegesetz profitieren.

## Werk
Sabahattin Alis Werk hat stark autobiographische Bezüge. Sein erster Roman Yusuf (1937) handelt von einem Jungen, der während des antiosmanischen Aufstands auf dem Balkan 1903 seine Eltern verliert, adoptiert wird, jedoch in der neuen Umgebung ein Fremder bleibt und seine Stiefschwester heiratet.
Der Dämon in uns (İçimizdeki Şeytan) erschien 1939 zunächst in der Ankararer Zeitung Ulus als Fortsetzungsroman und als Buch 1940. Es handelt sich um die Geschichte einer gescheiterten Liebe in den Studenten- und Literatenkreisen Istanbuls, einer Stadt, die sich um 1930 in einem radikalen Umbruch befand und erst langsam an die Reformen Atatürks gewöhnte. Das Buch erzeugte wegen seines willensschwach und haltlos erscheinenden männlichen Helden und seiner extrem selbstbewussten weiblichen Hauptfigur einen Skandal. 
Sein Roman Die Madonna im Pelzmantel erschien zuerst 1940 als Fortsetzungsroman in einer türkischen Zeitung und 1943 als Buch unter dem Titel Kürk Mantolu Madonna. Die erste deutsche Übersetzung erschien 1973. Es handelt sich um die Geschichte eines jungen Türken, einer vermeintlich passiven „sympathischen Versagerfigur“ (ein häufiger Charakter der türkischen Literatur), der sich Ende der 1920er Jahre in Berlin in eine deutsche Jüdin verliebt. Diese Geschichte wird von einem Ich-Erzähler in einer Rahmenhandlung berichtet, die in Ankara spielt. Der inzwischen als Klassiker geltende Roman spielt mit widersprüchlichen Imagionationspaaren wie Orient-Okzident, Mann-Frau und Macht-Unterwerfung. Er reflektiert damit zugleich die Veränderungen der türkischen Gesellschaft und ihrer Rollenbilder, die sich denen des aggressiveren Westens annäherten, wie auch die heraufziehenden politischen Entwicklungen im Deutschland der 1930er Jahre.
Bis in die frühen 1990er Jahre wurden die Werke Alis in der Bundesrepublik kaum rezipiert, da Übersetzungen nur in der DDR erschienen waren. Die Aufmerksamkeit für den Autor stieg erst mit dem wachsenden Interesse für die türkische Literatur insgesamt seit den 1990er Jahren. Die Kritiker zeigten sich verwundert: Die Romane seien „Überraschend modern“ und „bemerkenswert offen“, und zu dem großstädtischen, kosmopolitischen Lebensgefühl, das sie vermitteln, meinte ein Rezensent, Der Müßiggänger „könne ebenso in Rom spielen“.

## Veröffentlichungen in deutscher Übersetzung
- Meisternovellen der Weltliteratur – Türkei: Sabahattin Ali. Übersetzt von Friedrich von Rummel. (= Stimmen der Völker, Heft 4.) Bavaria-Verlag, Gauting 1948.
- Anatolische Geschichten. Übersetzt von Herbert Melzig. Verlag Volk und Welt, Berlin 1953.
- Der Ochsenkarren. Geschichten aus Anatolien. Übersetzt von Peter Sindlinger und Hülya Wicher. Sindlinger-Burchartz, Nürtingen 1991, ISBN 3-928812-00-9.
- Der Dämon in uns. Übersetzt von Ute Birgi-Knellessen. Unionsverlag, Zürich 2007, ISBN 3-293-10007-4.
- Die Madonna im Pelzmantel. Roman. Übersetzt von Ute Birgi-Knellessen. Dörlemann Verlag, Zürich 2008, ISBN 978-3-908777-38-0.
- Yusuf. Roman. Übersetzt von Ute Birgi-Knellessen. Dörlemann Verlag, Zürich 2014, ISBN 978-3-03820-002-4.